# Aéroport d’Obre Lake-North of Sixty
L'aéroport d’Obre Lake-North of Sixty est un aéroport situé dans les Territoires du Nord-Ouest, au Canada.